# Tractor

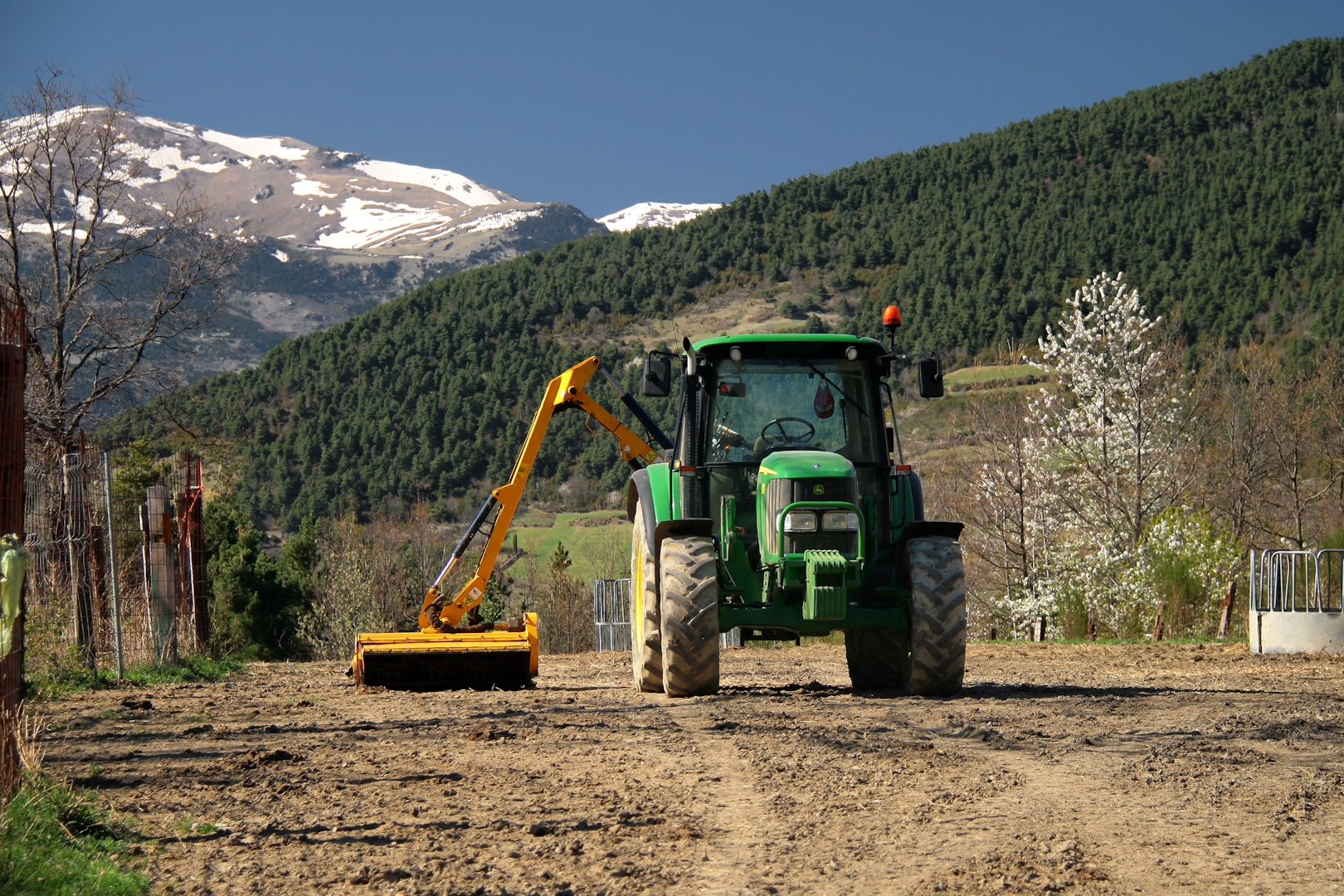
Tractor al Ripollès.

El tractor (del llatí trahere «tirar») és un vehicle agrícola que s'utilitza per accionar altres eines com l'arada, la recol·lectora, la segadora o el remolc. És usual també fer-lo servir com a font de potència.
El seu ús ha possibilitat disminuir substancialment la mà d'obra al treball agrícola, així com la mecanització de feines de càrrega i tracció que tradicionalment es feien amb animals com l'ase o el bou.
El tractor també es fa servir en obres de construcció, generalment amb accessoris com la pala o braços de retroexcavadores.
Els tractors d'un sol eix són molt usats a l'agricultura de la Conca del Mediterrani, tenint preus molt baixos i efectivitat igualment comparable.

## Història

### Motors de tracció
Les primeres màquines agrícoles motoritzades van aparèixer a principis del segle xix. Els locomòbils eren màquines de vapor sobre rodes que es podien usar per accionar maquinària agrícola mitjançant corrioles i corretges flexibles. Richard Trevithick va dissenyar el primer motor de vapor estacionari 'semi-portàtil' per a ús agrícola, conegut com a "motor d'estable" en 1812, utilitzat per accionar una trilladora de blat de moro. El motor veritablement portàtil va ser inventat en 1893 per William Tuxford de Boston (Lincolnshire), que va instal·lar sobre un carro un motor de vapor amb una caldera d'estil locomotora. Disposava d'un gran volant d'inèrcia en el cigonyal, i s'usava una corretja de cuir per transmetre tracció a un eix del carro. En la dècada de 1850, John Fowler va utilitzar un motor portàtil Clayton & Shuttleworth per arrossegar màquines agrícoles utilitzant cables, en les primeres demostracions públiques de l'aplicació d'aquesta tècnica als cultius.
Paral·lelament al desenvolupament inicial del motor portàtil, molts enginyers van intentar fer-los autopropulsats: els precursors del locotractor. En la majoria dels casos, això es va aconseguir col·locant una roda dentada en l'extrem del cigonyal i passant una cadena des d'aquesta a una roda dentada més gran en l'eix posterior. Aquests experiments van tenir un èxit relatiu. El primer locotractor adequat, en la forma recognoscible avui dia, es va desenvolupar en 1859, quan l'enginyer britànic Thomas Aveling va modificar un locomòbil Clayton & Shuttleworth, que havia de ser transportat d'un lloc de treball a un altre per cavalls de tir, en un autopropulsat. La modificació es va realitzar col·locant una llarga cadena de transmissió entre el cigonyal i l'eix posterior.

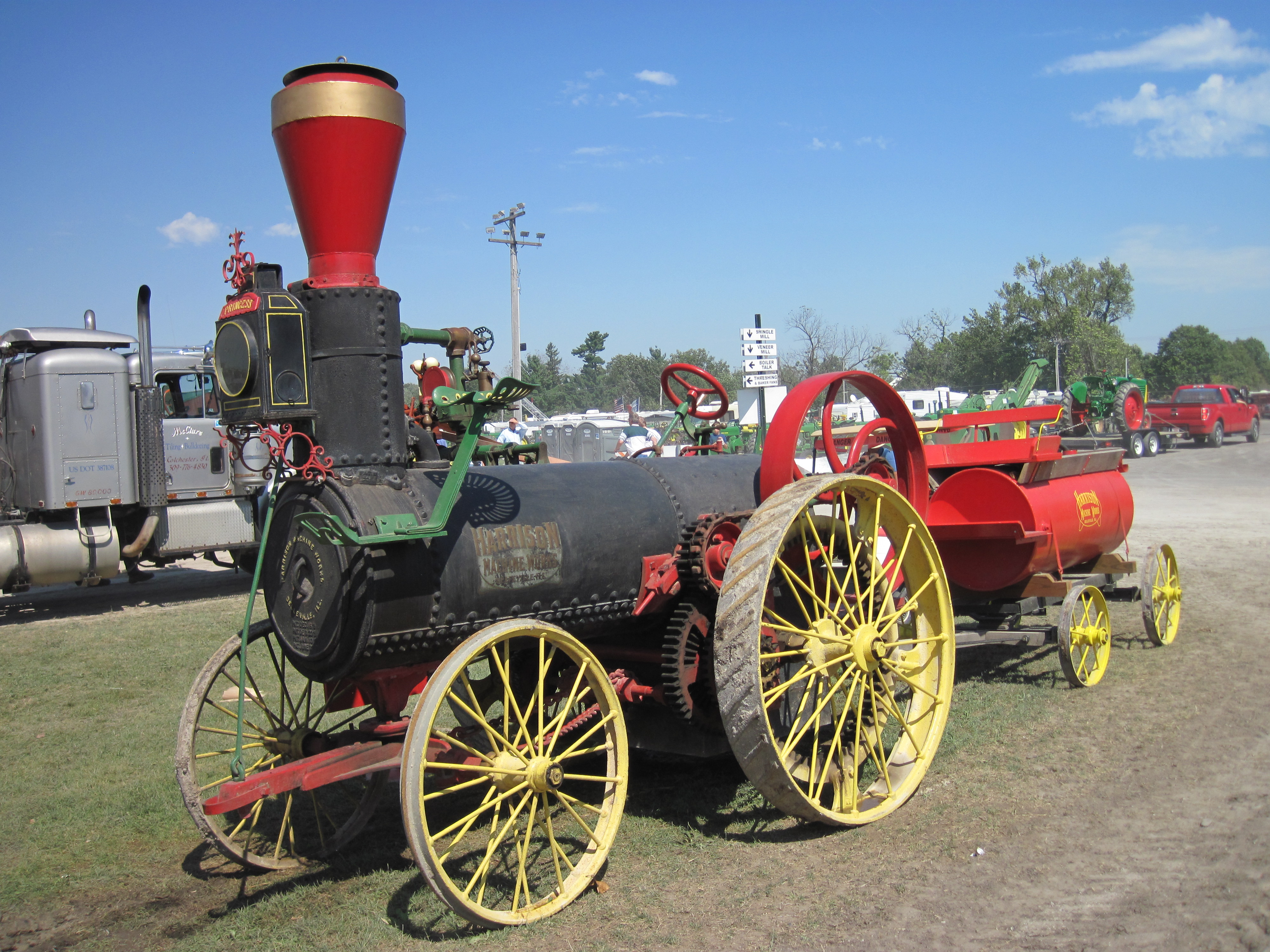
Locotractor de vapor Harrison Machine Works (1882)

La primera meitat de la dècada de 1860 va ser un període de gran experimentació, però a finals de la dècada la forma estàndard del motor de tracció havia evolucionat i canviaria poc en els seixanta anys següents, sent àmpliament adoptat per al seu ús agrícola. Els primers tractors van ser màquines de llaurar impulsades per vapor. S'utilitzaven en parells, col·locades a banda i banda d'un camp per arrossegar una arada d'un costat a un altre utilitzant un cable de filferro. A Gran Bretanya, Mann's i Garrett van desenvolupar un tractor de vapor per llaurar directament, però el sòl pesat i humit d'Anglaterra significava que aquests dissenys eren menys econòmics que un tir de cavalls. Als Estats Units, on les condicions del sòl ho permetien, s'usaven tractors de vapor per llaurar directament els camps. Els locotractors amb motor de vapor van romandre en ús fins a ben entrat el segle xx, fins que es van desenvolupar motors de combustió interna fiables.

### Tractor de gasolina

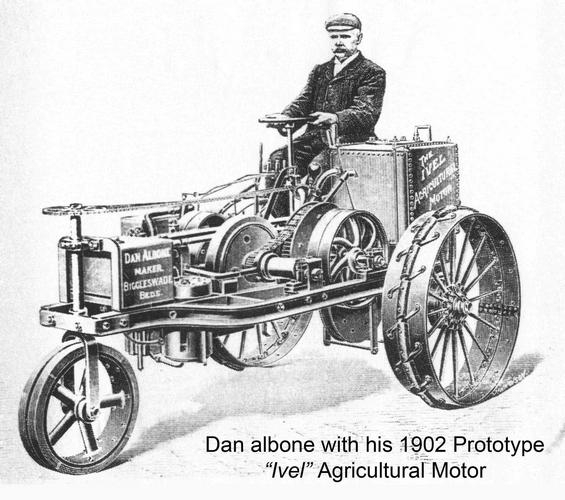
Dan Albone amb el seu prototip Ivel Agricultural Motor de 1902, el primer tractor reeixit impulsat per gasolina

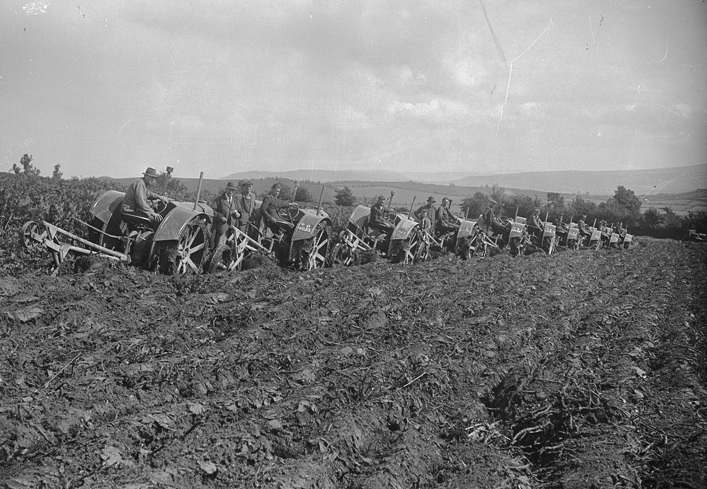
Tractors llaurant un camp en els anys 1940

En 1892, John Froelich va inventar i va construir el primer tractor de gasolina en el Comtat de Clayton (Iowa), EUA. Es va muntar un motor de gasolina monocilíndric Van Duzen sobre el xassís d'un motor Robinson, que podia ser controlat i propulsat per la caixa del canvi desenvolupada per Froelich. Després de rebre una patent, Froelich va fundar la Waterloo Gasoline Engine Company i va invertir tots els seus actius. No obstant això, l'empresa no va tenir molt èxit, i en 1895 va haver de tancar.
A Richard Hornsby & Sons se li atribueix la producció i venda del primer tractor amb motor de petroli a Gran Bretanya, inventat per Herbert Akroyd Stuart. El locotractor de gasolina de seguretat, patentat per Hornsby-Akroyd, es va fabricar en 1896 amb un motor de 20 CV. La primera unitat va ser comprada en 1897 pel Sr. Locke-King, i aquesta és la primera venda registrada d'un tractor a Gran Bretanya. També en aquest any, el tractor va guanyar una Medalla de Plata de la Reial Societat Agrícola d'Anglaterra. Aquest tractor seria posteriorment retornat a la fàbrica i equipat amb una eruga.
Dan Albone, un inventor britànic, va construir en 1901 el primer tractor lleuger comercialment reeixit amb un motor de gasolina. Va sol·licitar una patent el 15 de febrer de 1902 per al disseny del seu tractor i després va formar la Ivel Agricultural Motors Limited. Els altres directors van ser Selwyn Edge, Charles Jarrott, John Hewitt i Lord Willoughby. Va anomenar a la seva màquina Ivel Agricultural Motor; la paraula "tractor" no va entrar en ús comú fins més tard. El motor agrícola Ivel era lleuger, potent i compacte. Tenia una roda davantera, amb una borda de goma massissa, i dues rodes posteriors grans com un tractor modern. El motor utilitzava refrigeració per aigua, per evaporació. Tenia una marxa cap endavant i una altra cap enrere. Una roda de corriola en el costat esquerre permetia el seu ús com a motor estacionari, impulsant una àmplia gamma de maquinària agrícola. El preu de venda de 1903 va ser de 300 lliures. El seu tractor va guanyar una medalla en el Royal Agricultural Show, en 1903 i 1904. Es van construir al voltant de 500 unitats, sent exportades a tothom. El motor original va ser fabricat per Payne & Co. de Coventry. A partir de 1906, es van utilitzar els motors francesos Aster.
El primer tractor nord-americà reeixit va ser construït per Charles W. Hart i Charles H. Parr. Van desenvolupar un motor de gasolina de dos cilindres i van establir el seu negoci a Charles City (Iowa). En 1903, l'empresa va construir 15 tractors. El seu #3 de 14.000 lliures de pes és el tractor de motor de combustió interna més antic dels Estats Units, i s'exhibeix en el Museu Nacional Smithsonian d'Història Americana a Washington, DC. El seu motor rendia 30 CV en la corriola i 18 en la barra de tir.

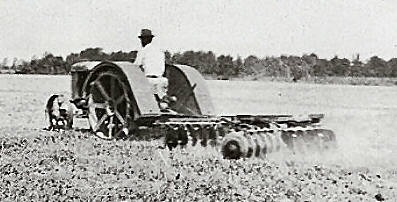
Un dels primers Fordson llaurant un camp a Princess Anne County, Virgínia (1925)

En 1908, la Saunderson Tractor and Implement Co. de Bedford va introduir un disseny de quatre rodes i es va convertir en el major fabricant de tractors de Gran Bretanya en aquest moment. Si ben els tractors més pesats anteriors van ser inicialment molt reeixits, en aquest moment es va fer cada vegada més evident que el pes d'un bastidor de suport gran era menys eficient que els dissenys més lleugers. Henry Ford va introduir un disseny lleuger produït en massa que va desplaçar en gran manera als dissenys més pesats. Algunes companyies van seguir confiant en aquests dissenys mediocres, com per refutar el concepte, però no van tenir èxit en aquest esforç.
Encara que al principi no eren populars, aquestes màquines que funcionaven amb gasolina van començar a posar-se de moda en la dècada de 1910, quan es van fer més petites i més assequibles. Henry Ford va presentar el Fordson en 1917, un tractor produït en massa molt popular. Van ser fabricats als EUA, Irlanda, Anglaterra i Rússia, i en 1923, Fordson tenia el 77% del mercat nord-americà. Aquest model prescindia d'un bastidor, utilitzant la solidesa del bloc del motor per mantenir la màquina unida. En la dècada de 1920, els tractors amb motor de combustió interna a gasolina s'havien convertit en la norma.

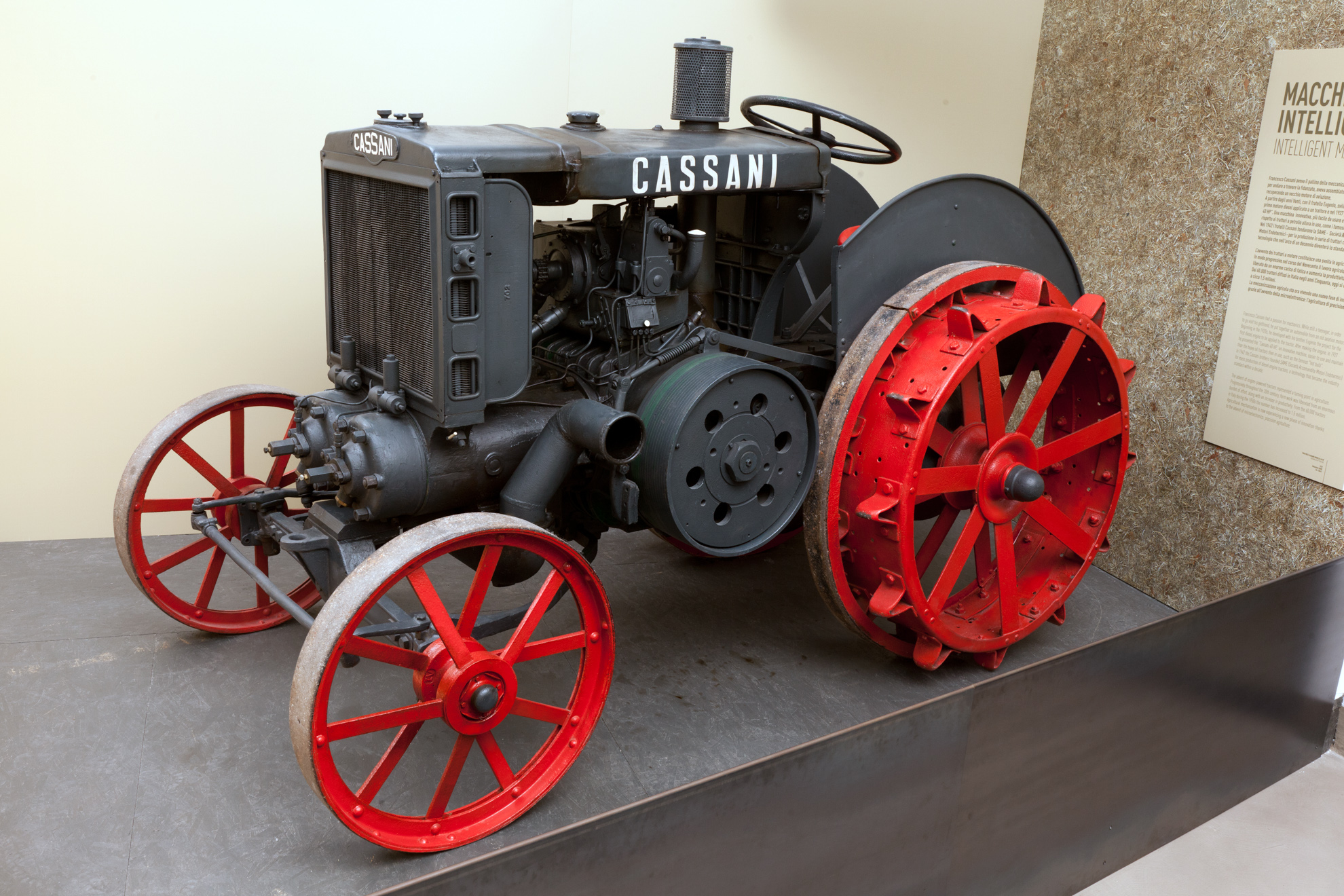
Tractor Cassani model 40 CV, en el Museu Nacional de la Ciència i la Tecnologia Leonardo da Vinci de Milà

Els primers dispositius per enganxar maquinària amb tres punts de connexió es van experimentar en 1917. No obstant això, no es van fer populars fins que Harry Ferguson va sol·licitar una patent britànica pel seu ganxo de tres punts en 1926. Es tractava d'un accessori de tres punts per enllaçar maquinària al tractor, sent la forma més simple i estàticament determinada d'unir dos cossos en enginyeria. La Ferguson-Brown Company va produir el tractor Model A Ferguson-Brown amb un enganxament hidràulic dissenyat per Ferguson. En 1938 Ferguson va entrar en col·laboració amb Henry Ford per produir el tractor Ford-Ferguson 9N. El ganxo de tres punts aviat es va convertir en el sistema d'enganxament favorit entre els agricultors de tot el món. Aquest model de tractor també incloïa un eix posterior de presa de força (PTO) que podria usar-se per alimentar implements de tres punts muntats en el ganxo, com a tallagespes amb barra de tall. Aquesta ubicació de presa de força va establir l'estàndard per a futurs desenvolupaments de tractors.

## Parts del tractor
- Xassís
- Motor
- Transmissió
- Alçament hidràulic
- Ganxo
- Transmissió hidràulica
- Direcció
- Rodes

## Tipus

### Tipus de transport
Eruga: És mobilitzat per una sistema d'erugues.
Pneumàtics: Generalment posseeixen pneumàtics molt amples per afavorir l'adherència al sòl.

### Tractors segons el seu àmbit

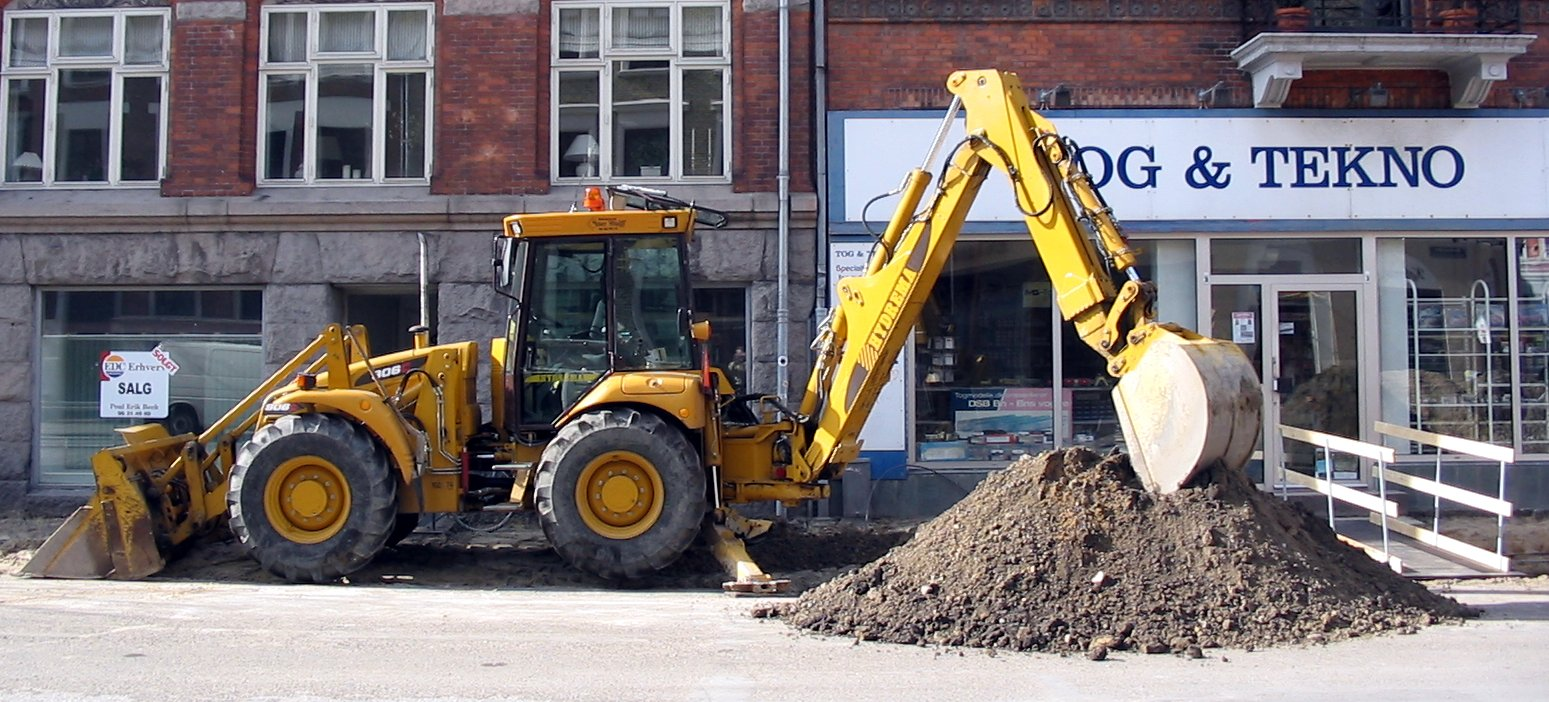
Tractor amb pala carregadora i braç de retroexcavadora.

Tractor agrícola: S'utilitza per desplaçar remolcs agrícoles i per fer tasques agrícoles mitjançant l'ús d'eines.
Tractor de construcció: Generalment amb accessoris tals com pales o braços de retroexcavadores.
Motocultor: De petites dimensions, són molt usats en l'agricultura mediterrània.
Tractor remolcador d'aeronaus: S'usa per empènyer les aeronaus des de les terminals aèries on hi ha passarel·la d'abordatge (ja que els avions per si mateix no poden fer marxa enrere) o bé per remolcar-los cap a l'hangar.

## Accionaments especials

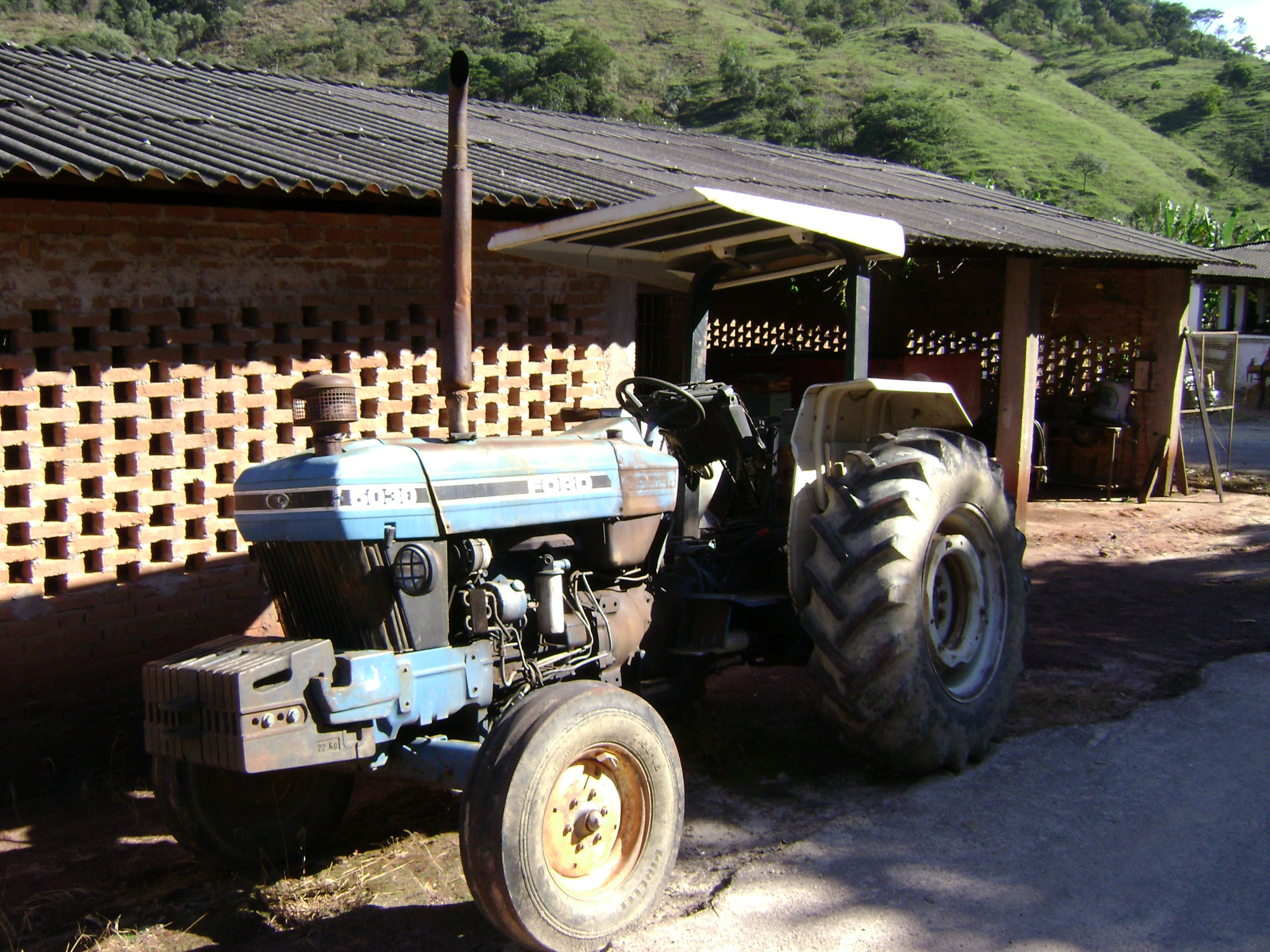
Tractor brasiler.

Un tractor té un o diversos sistemes d'accionament per utilitzar eines. Un tractor agrícola habitualment té en la part posterior un sistema de tres braços (actuadors i tensor), denominat ganxo tripuntal, mitjançant el qual aixeca i baixa l'eina acoblada com un arada, una empacadora, una picadora, una segadora, un rotobator o una abonadora. Els dos braços inferiors són accionats habitualment per una bomba hidràulica mitjançant un distribuïdor, que al seu torn és moguda pel motor del vehicle. El sistema tripuntal efectua un moviment pla de quadrilàter articulat. Dels tres braços el d'a dalt és extensible per poder regular l'eina. Avui dia estan equipats amb sistemes electrònics de sensibilitat perquè quan es produeixi més força de la normal es desplaci cap amunt per evitar trencaments del tractor.
Per a l'accionament d'algunes eines, els tractors agrícoles solen portar una presa de força, que consisteix en un eix nervat que és accionat pel motor del vehicle mitjançant una transmissió d'engranatges. La transmissió del moviment rotatiu d'aquesta presa de força a l'eina es realitza habitualment mitjançant un arbre de transmissió articulat amb dos cardan. Per norma existeixen 2 tipus de revolucions 540 o 1000 rpm, que fan girar l'espiga; normalment hi ha moltes mesures disponibles.
Tots els tractors del mercat porten un sistema paral·lel hidràulic amb l'elevador per poder subministrar un cabal d'oli a les eines. Per norma el sistema hidràulic sol tenir una pressió màxima de 220 bar i un cabal màxim de 300 litres per minut, podent ser tot això regulat per l'operador.
Avui en dia el món agrícola va per davant del món de l'automoció en electrònica. Molts tractors equipen des de fa anys un sistema de diagnòstic de bus CAN, és a dir un sistema de dos cables que recorren tot el tractor (can hi i can low) aportant informació de tots els sensors, potenciòmetres, reguladors, i que són captades per controladors. Un tractor pot tenir els següents controladors: motor, transmissió, suspensió davantera, suspensió cabina, controlador de cabina, controlador hidràulic, presa de força, elevador posterior, controlador del climatitzador, controlador del recolzabraços (el 60 % del tractor es maneja des d'una consola situada en el recolzabraços dret del seient del conductor).

## Seguretat i salut

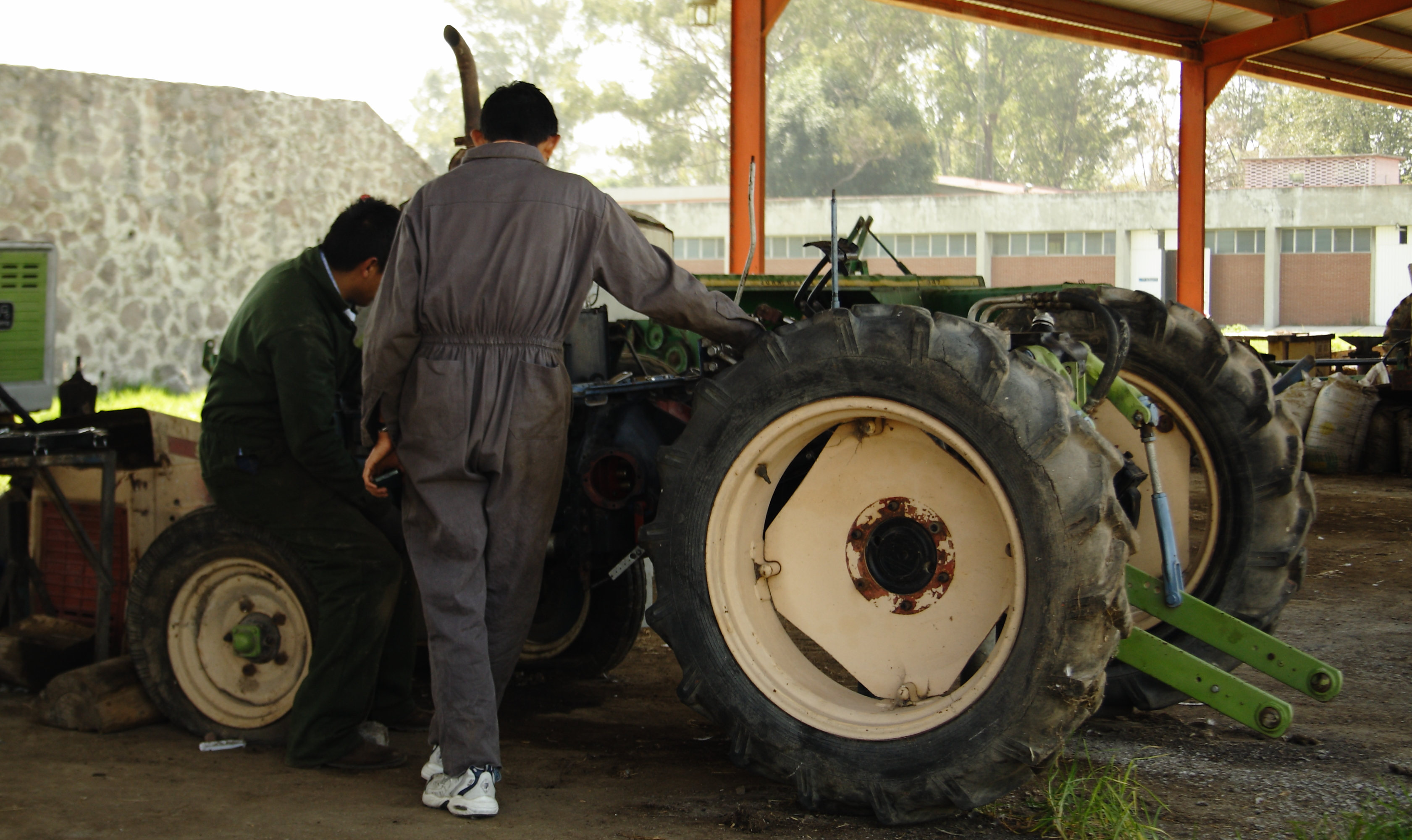
Manteniment d'un tractor.

El tractor causa la majoria dels accidents mortals en el sector agrari. Les causes més importants dels accidents més greus al tractor són les següents:
- L'aixafament per bolcada del tractor sense estructura de protecció, així com la falta d'ús de cinturó de seguretat.
- Els atropellaments, tant d'altres treballadors o passatgers addicionals com del propi tractorista en pujar o baixar del tractor en marxa.
- L'atrapament per eixos de transmissió, preses de força, corrioles, corretges o engranatges també provoca nombrosos accidents.

Per tot això és indispensable un manteniment adequat del tractor i garantir que disposa d'estructura de protecció i cinturó de seguretat. A més el tractor ha de ser utilitzat únicament per treballadors designats per a això, que hagin rebut una formació específica i disposin del carnet reglamentari. Per la seva banda el tractorista està obligat a fer un bon ús del tractor respectant les instruccions i normes de seguretat.

## Tractors a vapor
Els primers tractors van ser els tractors de vapor. Van ser utilitzats en parells a cada costat d'un camp a llaurar (arada a vapor), arrossegat d'anada i volta entre ells utilitzant un cable d'acer. Els tractors a vapor es van utilitzar amb èxit en la dècada de 1860, i després de 1900 els tractors de gasolina, més barats, van començar a reemplaçar als cavalls en el tir de l'arada.

## Tractors amb motor de combustió interna
Els primers exemplars, amb motor de combustió interna eren de cicle Otto, funcionaven amb nafta (gasolina) i després amb querosè. Més endavant es van fabricar amb motors dièsel que usen gasoil, un combustible més barat. El primer tractor amb motor de gasoil va ser produït pel Benz-Sendling en 1922, a Alemanya.
En l'actualitat s'utilitza també una barreja de gasoil amb gas natural comprimit, fent encara més barat el combustible per al motor i augmentant el seu rendiment. Aquests tractors són el camí perquè en el futur se segueixin desenvolupant sistemes més evolucionats que permetin avançar en el camp agropecuari.

## Marques de tractors

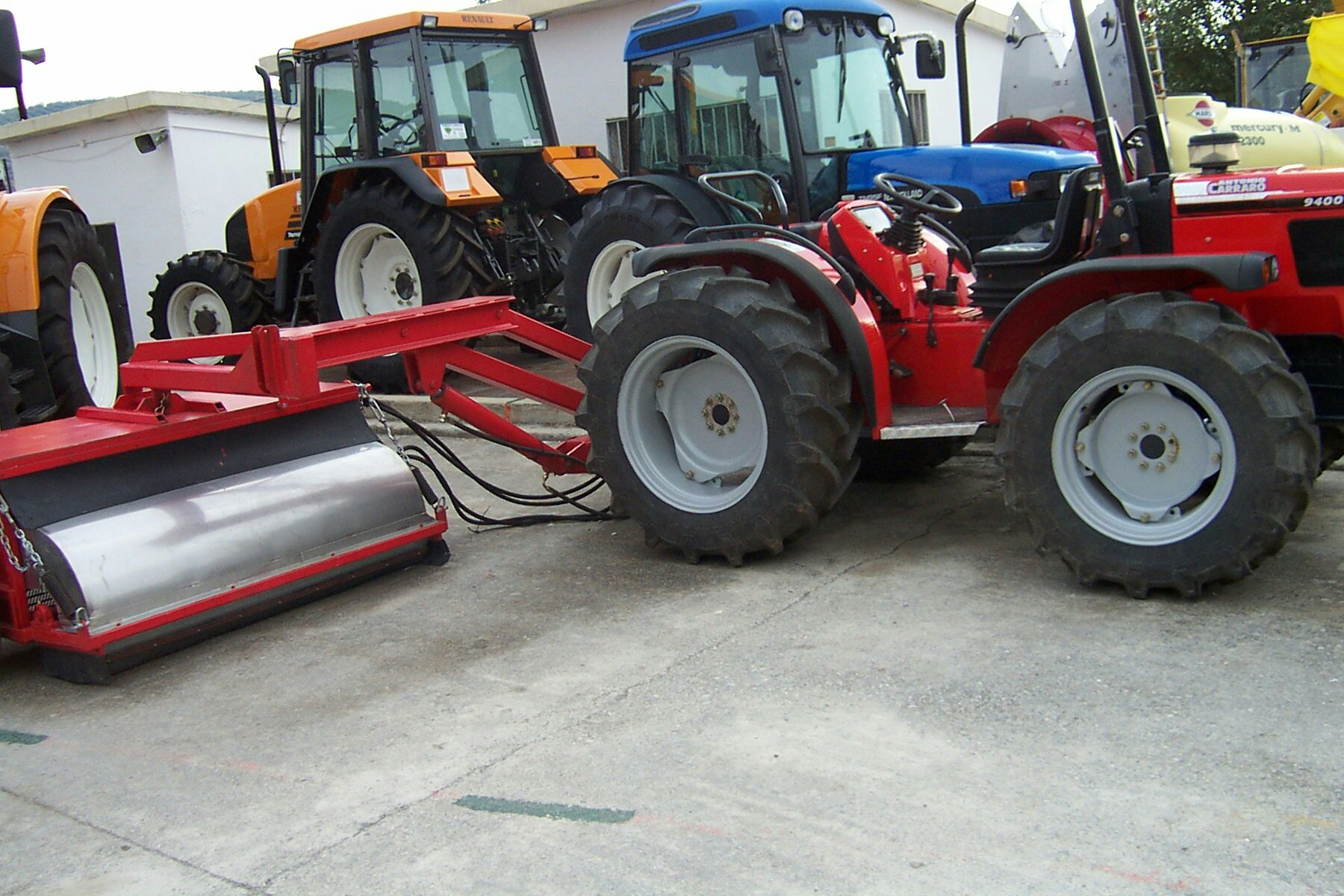
Tractor a una exposició.

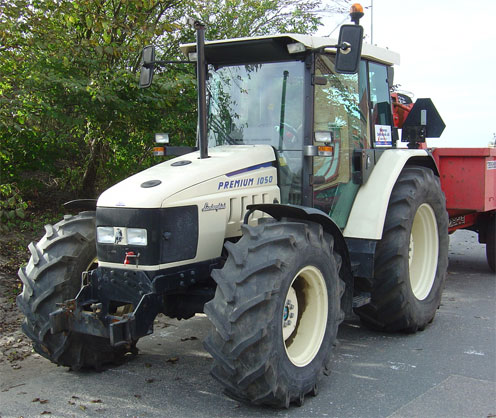
Tractor Lamboghini

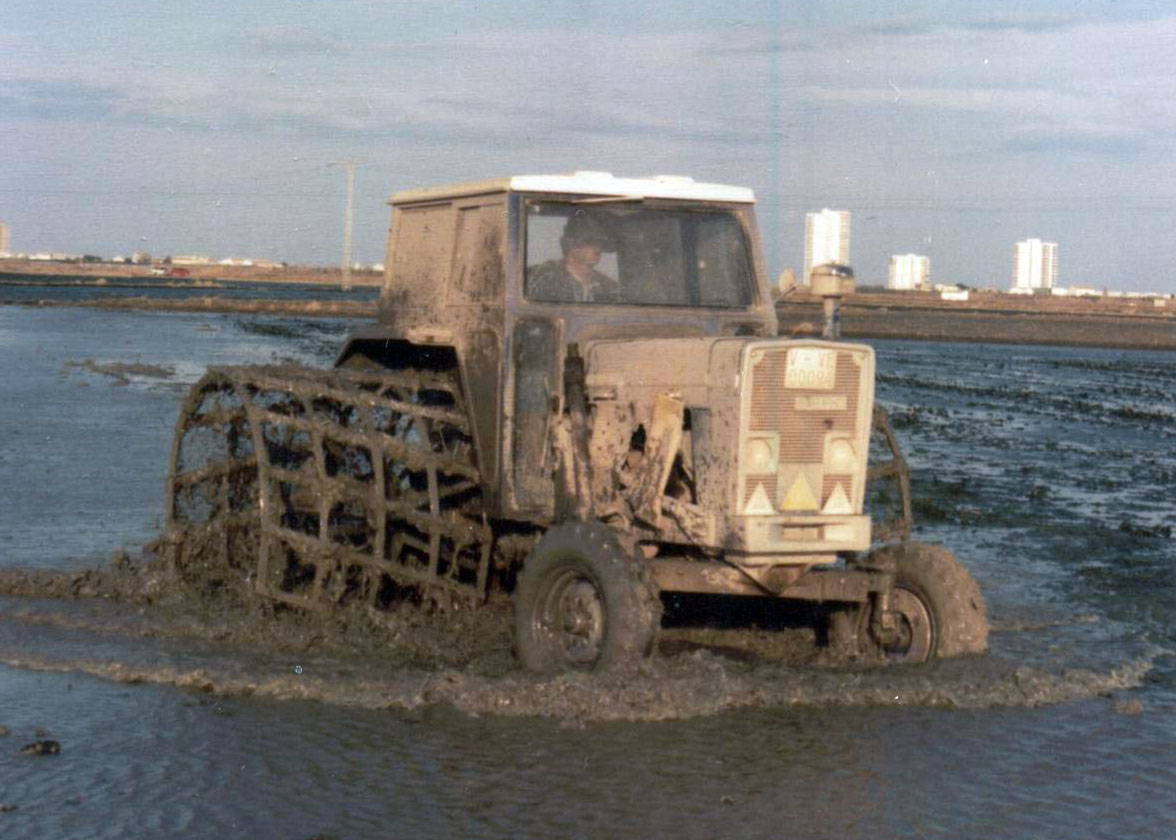
Tractor Ebro

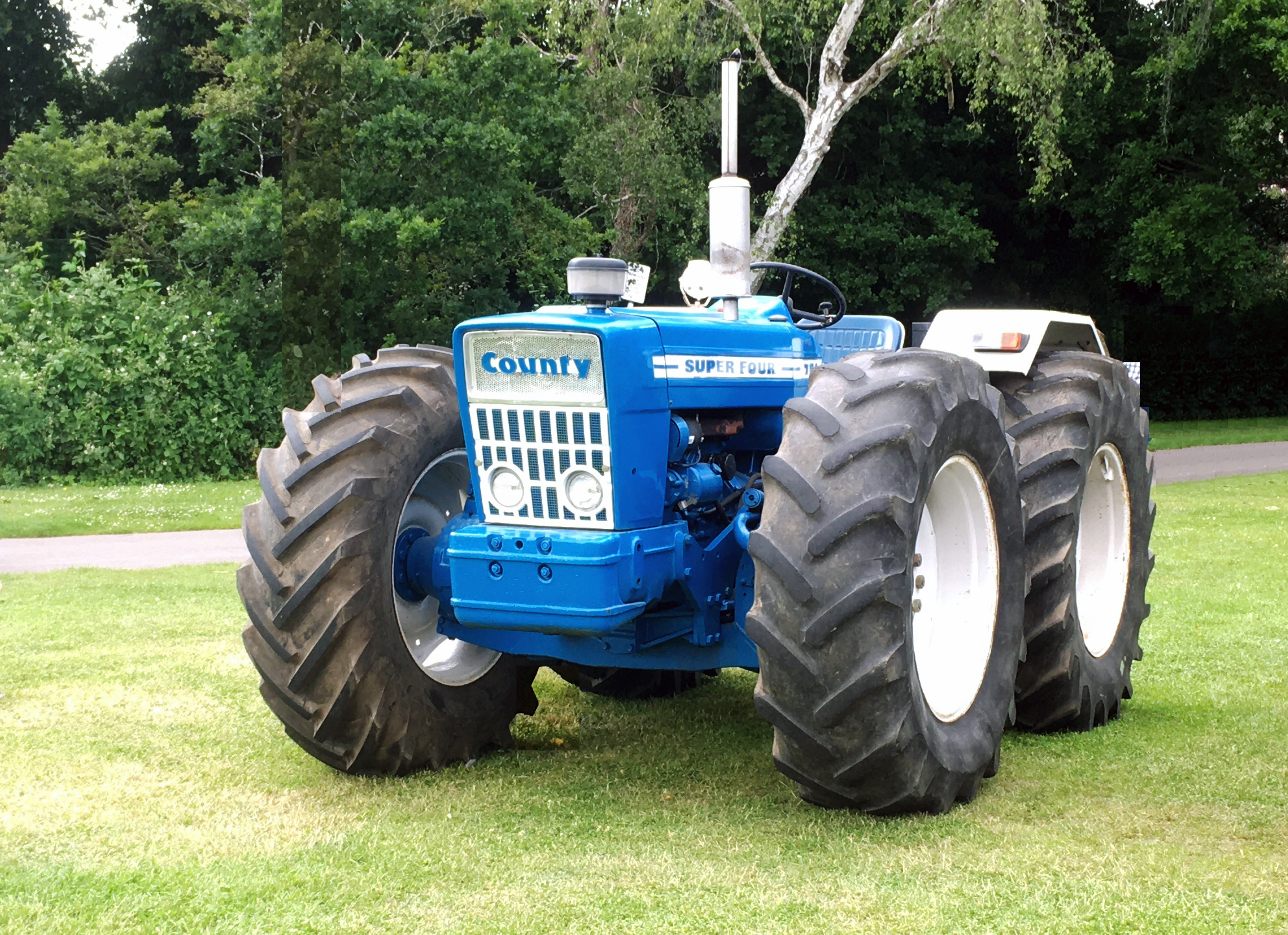
County Commercial Super Four 754, 55 kW

- Fendt
- John Deere
- Ebro
- New Holland
- Lamborghini
- Massey Ferguson
- Ford
- Renault
- Mercedes-Benz
- Kubota
- Case
- Same
- Fiatagri
- Carraro
- Landini
- Valtra
- Jbc
- Lanzetc